# Célula fotoelectroquímica
Una célula fotoelectroquímica, también llamada célula solar fotoelectroquímica (en inglés Photoelectrochemical cell o PEC), es un dispositivo que permite la generación de manera simultánea o independiente tanto de energía eléctrica como de una sustancia química de interés, mediante una reacción electroquímica inducida por efecto fotoeléctrico. 
Un ejemplo de aplicación es la célula fotolítica que sirve para la generación de hidrógeno por electrólisis del agua. 
La Célula de Grätzel, inventada en la Escuela Politécnica Federal de Lausana (EPTL, Suiza) y que imita de manera artificial el fenómeno de la fotosíntesis, es un tipo de célula solar fotoelectroquímica que se encuentra en desarrollo como tecnología alternativa para la generación de energía renovable.

## Desarrollo
En 1972 se logró descomponer agua y obtener pequeñas cantidades de hidrógeno exponiendo una célula con un ánodo de dióxido de titanio (TiO2) a la luz solar. A pesar de que la eficiencia obtenida y el rendimiento observados fueron muy bajos, se pudo demostrar que ello se debía a que el TiO2 solo podía absorber la parte ultravioleta del espectro solar, abriéndose por ello la posibilidad de investigar sobre como desplazar su respuesta hacia el espectro visible.
No fue hasta principios de los años 1990 cuando se pudo encontrar una formulación satisfactoria para la composición de fotoánodo que se basó en el empleo de dióxido de titanio nanoporoso (nc-TiO2) en combinación con un aditivo colorante sensitivizante. Anteriormente, fueron muchas las sustancias alternativas ensayadas que resultaron sensibles al fenómeno de corrosión por fotocomposición o térmicamente inestables.
El progreso en la formulación permitió desde entonces aumentar el rendimiento de las células basadas en nc-TiO2 nanoestructurado sensitivado con colorante hasta el umbral del 10%, suficiente para permitir la construcción en el 2001 de la primera planta de producción de células fotoelectroquímica a escala comercial en Australia.